# Bang! (AJR)
Bang! è un singolo del gruppo musicale statunitense AJR, pubblicato il 12 febbraio 2020 come primo estratto dal sesto album in studio OK Orchestra.

## Video musicale
Il video musicale, diretto da Se Oh, è stato reso disponibile sul canale YouTube del gruppo in concomitanza con l'uscita del singolo.

## Tracce
Testi e musiche di Adam Met, Jack Met e Ryan Met.
Download digitale
1. Bang! – 2:51

Download digitale – Younotus Remix
1. Bang! (con i Younotus) (Remix) – 2:57

Download digitale – AhhHaa Remix
1. Bang! (feat. Hayley Kiyoko) (AhhHaa Remix) – 2:47

Download digitale – Remixes
1. Bang! (Nathan Dawe Remix) – 2:54
2. Bang! (Acoustic) – 2:43

## Successo commerciale
Nella pubblicazione del 16 gennaio 2021 il singolo è arrivato al numero 9 della Billboard Hot 100 statunitense, divenendo la prima top ten del gruppo e la loro quarta entrata in classifica. Nel corso della settimana ha raggiunto 52,5 milioni di ascoltatori via radio, ha totalizzato 8,6 milioni di stream e ha infine venduto 11 000 copie. La settimana successiva ha raggiunto il suo picco all'8º posto.

## Classifiche

### Classifiche settimanali
| Classifica (2021) | Posizione massima |
| ----------------- | ----------------- |
| Australia         | 37                |
| Canada            | 20                |
| Corea del Sud     | 106               |
| Nuova Zelanda     | 14                |
| Stati Uniti       | 8                 |

### Classifiche di fine anno
| Classifica (2021) | Posizione |
| ----------------- | --------- |
| Canada            | 66        |
| Nuova Zelanda     | 38        |
| Stati Uniti       | 56        |